# Wrong Turn – The Foundation
Wrong Turn ist ein Horror-Thriller von Mike P. Nelson, der am 26. Januar 2021 in den US-Kinos anlief. Ein ursprünglich für den 25. Februar 2021 geplanter Kinostart in Deutschland erfolgte aufgrund der Covid19-Pandemie nicht. Seit dem 22. Mai 2021 ist der Film unter dem Titel Wrong Turn – The Foundation bei Sky verfügbar; am 22. Juli 2021 wurde er auf DVD und Blu-ray veröffentlicht.

## Handlung
Die in New York lebende Jen Shaw und ihr afroamerikanischer Freund Darius machen sich gemeinsam mit den befreundeten Paaren Adam und Milla sowie dem schwulen Paar Gary und Luis nach Virginia auf, um dort den Appalachian Trail entlang zu wandern. Während sie in einer kleinen, ländlichen Stadt übernachten, werden sie von den Bewohnern gewarnt, dass die Wälder dort unheimlich sind und dass sie auf jeden Fall auf dem markierten Weg bleiben sollen. Die Gruppe verlässt dennoch den Weg, weil sie die Überreste einer alten Festung aus dem Bürgerkrieg sehen wollen. Durch einen rollenden Baumstamm, der plötzlich einen Abhang hinabrollt, wird Gary getötet. Der Rest der Gruppe will so schnell wie möglich zurück auf den Pfad, verläuft sich jedoch. Sie schlagen schließlich in der Wildnis ihr Nachtlager auf.
Am nächsten Morgen stellen sie fest, dass sie inmitten eines alten Friedhofs genächtigt haben. Dort befindet sich eine Gedenktafel aus dem Jahre 1859, die von einer in diesem Jahr gegründeten „Foundation“ spricht. Die Gruppe muss feststellen, dass ihre Mobiltelefone alle nicht mehr vorhanden sind, zudem ist Milla verschwunden. Auf der Suche nach ihr gerät Adam in eine Falle. Wenig später finden ihn die Anderen, wie er an einen Stock gefesselt von zwei Männern in primitiver Aufmachung, die Elch- und Hirschschädel tragen, fortgeschleppt wird. Darius greift ein und stellt die Männer zur Rede, die jedoch offensichtlich kein Englisch sprechen, sondern sich einer fremdartigen Sprache bedienen. Adam, der sich befreien konnte, tötet schließlich einen der beiden, der andere kann entkommen. Kurz darauf erscheint die noch lebende Milla, die sich vor den Männern versteckt hatte. Die Gruppe will den Ort schnell verlassen, wird jedoch von den Fremden weiter verfolgt. Milla fällt auf der Flucht in eine Grube, wo sie von einem angespitzten Ast aufgespießt wird. Adam lässt sie im Stich und sucht sein Heil in der Flucht, wird aber erwischt. Auch die restlichen Gruppenmitglieder werden gefangen genommen und anschließend in die Siedlung der Gruppe gebracht. Dort werden sie vor ein Gericht gestellt und Adam wird wegen seiner Tat zum Tode verurteilt und mit einer Keule erschlagen. Die restlichen Mitglieder der Gruppe werden zur Dunkelheit verurteilt, was bedeutet, dass ihnen mit einer glühenden Eisenstange die Augen ausgebrannt werden. Luis verliert so sein Augenlicht, Jen bittet hingegen den Anführer der Gemeinschaft Venable, sie und Darius zu verschonen, weil sie der Foundation nützlich sein könnten. Die beiden werden schließlich in die Gemeinschaft aufgenommen. Da Jen in ihrer Verzweiflung anbot, der Foundation gesunde Kinder zur Welt bringen zu können, wird sie die Frau von Venable.
Sechs Wochen später kommt Jens Vater Scott Shaw nach Virginia, da er seine Tochter, die sich auffällig lange nicht mehr gemeldet hat, suchen will. Von der Besitzerin des Motels, wo auch Jen und ihre Freunde übernachtet hatten, erfährt er, dass auf dem nahe gelegenen Berg eine geheime Gemeinschaft, die Foundation lebt, die sich damals vom Rest der Gesellschaft in der Hoffnung, der Grundstock für ein späteres und besseres Amerika zu sein, losgesagt hatte. Man rede nicht gerne darüber und versucht sich nicht in deren Angelegenheiten einzumischen. Ihm wird davon abgeraten, in das Gebiet der Foundation vorzudringen. Scott begibt sich dennoch mit einem angeheuerten Fährtenleser dorthin, sie geraten jedoch in eine Falle und nur Scott überlebt, der schließlich bis zur Siedlung vorstößt. Dort trifft er auch endlich auf Jen, die jedoch sehr verändert erscheint und ihren eigenen Vater mit einem Pfeil niederstreckt. Der Verletzte wird von Venable wegen unerlaubtem Betreten des Gebiets zur Dunkelheit verurteilt und eingesperrt.
In der Nacht befreit Jen ihren Vater und gesteht ihm, dass sie nur versuchte, ihre neue Rolle glaubwürdig zu spielen, daher auch der Schuss mit dem Pfeil. Sie treffen auf Darius, der sie gehen lässt, aber nicht bereit ist, mit ihnen zu gehen, sondern bei der Foundation bleiben möchte. In sein altes Leben zurückzukehren kann er sich nicht mehr vorstellen, er identifiziert sich mit dem Ziel der Foundation, eine Gemeinschaft zu bilden, in der weder rassische noch soziale Unterschiede bestehen. Auf ihrer Flucht stoßen Jen und Scott auf eine große Anzahl bereits geblendeter Menschen, die wie wilde Tiere im Dunklen hausen. Darunter ist auch Luis, den Jen schließlich aus Mitleid tötet, um ihm weiteres Leid zu ersparen. Auf ihrer weiteren Flucht werden sie von Bewohnern der nahegelegenen Stadt aufgegriffen, die Scott gefolgt sind, und in Sicherheit gebracht.
Drei Monate später sind Jen und Scott wieder in ihr normales Leben zurückgekehrt. Als Jen ihre Familie in New York besucht, muss sie feststellen, dass dort gerade Venable und Ruthie, eines der dortigen Mädchen, als angehende neue Nachbarn beim Kaffee sitzen. Jen redet mit Venable alleine, dieser bemerkt, dass Jen schwanger ist und möchte, dass sie gemeinsam mit dem Kind zurück zur Foundation kommt. Jen willigt ein, allerdings nur unter der Bedingung, dass ihre Familie zukünftig in Ruhe gelassen wird. Venable gibt sein Wort, woraufhin Jen die beiden zum Wohnmobil, wo bereits andere Foundation-Mitglieder warten, begleitet. Noch während sie durch die Stadt fahren, gelingt es Jen, den Wagen außer Kontrolle geraten zu lassen und nach draußen zu fliehen. Sie tötet sowohl Venable als auch ein weiteres Mitglied der Foundation. Anschließend nimmt sie Ruthie an die Hand und begibt sich mit ihr zurück zum Haus ihrer Familie.

## Produktion
Es handelt sich bei Wrong Turn – The Foundation um ein Reboot der gleichnamigen US-amerikanischen Horror- und Kannibalenfilmreihe. Mit Drehbuchautor Alan B. McElroy ist auch der Begründer der Reihe, der das Drehbuch des Originalfilms schrieb, an der Produktion beteiligt.
Regie führte Mike P. Nelson. Die Filmmusik komponierte Stephen Lukach. Das Soundtrack-Album wurde am 25. Februar 2021 von Königskinder als Download veröffentlicht.
Charlotte Vega übernahm die Hauptrolle und spielt Jen Shaw. Matthew Modine spielt ihren Vater Scott.
Die Dreharbeiten wurden im September 2019 in Ohio begonnen und Anfang November 2019 beendet. Als Kameramann fungierte Nick Junkersfeld.
Der Film kam am 26. Januar 2021 in die US-Kinos und sollte am 25. Februar 2021 in Deutschland starten. Coronabedingt geschah dies jedoch nicht. Stattdessen erfolgte die Veröffentlichung am 22. Mai 2021 unter dem Titel Wrong Turn – The Foundation auf dem Streaming-Sender Sky. Unter selbigem Titel wurde der Film auch am 22. Juli 2021 auf DVD und Blu-ray veröffentlicht.

## Synchronisation
Die deutschsprachige Synchronisation entstand bei der Wavefront Studios GmbH in München. Dialogbuch und Dialogregie lagen in den Händen von Felix Auer.
| Rolle          | Schauspieler   | Synchronsprecher       |
| -------------- | -------------- | ---------------------- |
| Jen Shaw       | Charlotte Vega | Julia Gruber           |
| Scott          | Matthew Modine | Philipp Moog           |
| Darius Clemons | Adain Bradley  |                        |
| John Venable   | Bill Sage      | Stefan Lehnen          |
| Milla D’Angelo | Emma Dumont    | Angelina Markiefka     |
| Adam Lucas     | Dylan McTee    | Julian Bayer           |
| Edith          | Daisy Head     | Kerstin Julia Dietrich |
| Gary           | Vardaan Arora  | Grischa Olbrich        |
| Luis Ortiz     | Adrian Favela  | Felix Auer             |
| Aileen         | Amy Warner     | Angelika Bender        |
| Nate Roades    | Tim DeZarn     | Alexander Pelz         |
| Ogden          | Heru Lasana    | Ekkehardt Belle        |
| Standard       | Mark Mench     | Dustin Peters          |

## Altersfreigabe
In den USA erhielt der Film von der MPAA ein R-Rating, was einer Freigabe ab 17 Jahren entspricht. In Deutschland erhielt der Film von der FSK keine Jugendfreigabe.

## Rezeption
Christoph Petersen gab auf filmstarts.de dem Film 3 von 5 Punkten. Die Macher schlagen seiner Meinung nach „nicht nur einen völlig unerwarteten, sondern auch einen erstaunlich ambitionierten Weg für das Franchise“ ein, „selbst wenn dann am Ende nicht jede Idee zündet.“ Der Film stelle einen Bruch mit der bisherigen Reihe dar, denn nun stünden nicht länger stünden mehr „die längst ins völlig Absurde abdriftenden Blutorgien mancher Vorgänger“ im Vordergrund, stattdessen werde diesmal auf „Gewalt, die wirklich wehtut“, gesetzt. Petersen machte in Wrong Turn – The Foundation viele Dialoge, die um die gegenwärtige gesellschaftliche Spaltung der Vereinigten Staaten kreisen, aus, sodass dabei streckenweise der Eindruck entstehe, „der Film würde sich allzu platt an den politischen Zeitgeist anbiedern“, wobei bei genauerer Betrachtung aber mehr dahinter stecke. Er reihte den jüngsten Teil der Reihe in eine Reihe von gesellschaftskritischen Horrorfilmen wie Get Out (2017) oder Antebellum (2020) ein. Das dem Film zugrunde liegende Konzept bezeichnete Petersen als ein „superspannendes“, indem die Gegner diesmal keine degenerierten Menschenfresser sind, sondern eine alternative Lebensgemeinschaft gezeigt wird. Daraus mache der Film seiner Meinung nach jedoch viel zu wenig: „Die aufregende Ambivalenz, wer hier eigentlich wirklich die Guten und wer die Bösen sind, hält stattdessen kaum fünf Minuten lang an – und dann sind die Mitglieder der Foundation doch wieder nicht mehr als die Monster, vor denen es irgendwie zu fliehen gilt.“ Insgesamt hätten die Macher mit dem siebten Teil der Reihe deutlich mehr gewagt, als man im Voraus für möglich gehalten hätte, zugleich wäre hierbei aber deutlich mehr herauszuholen gewesen.
„Altes Blut in neuen Venen“, urteilte Antje Wessels auf der Seite wessels-filmkritik-com. Ihrer Meinung nach sei die Neuauflage der Filmreihe noch „zu nah am Original dran, um mit Innovation zu überraschen“. So bestünden die Grundzutaten nach wie vor aus den gewohnten, es würde nur sehr bedingt Neues dazugegeben werden. Daran ändere sich auch nichts durch neue Gegner, die eingeführt wurden, da die geschürten Ängste, die man als Zuschauer zu sehen bekommt, identisch mit jenen des Originals seien. Unter dem Strich sei es erneut „ein weitestgehend einfältiger Überlebenskampf einer Gruppe von Kanonenfutter-Teens“. Wessels kritisierte dabei auch, dass die inneren Strukturen der Gemeinschaft, der sich die Protagonisten gegenübersehen, zu wenig in die Tiefe gehen würden. Auch die Nebenhandlung mit Jens Vater, der auf der Suche nach seiner Tochter ist, wertete sie dabei nur als Notwendigkeit, um „kurz vor Schluss noch einmal einen weitestgehend unnötigen Handlungshaken schlagen zu lassen“.